# Anania gyralis
Anania gyralis is een vlinder uit de familie grasmotten (Crambidae). De wetenschappelijke naam van deze soort is, als Botis gyralis, voor het eerst geldig gepubliceerd in 1886 door George Duryea Hulst. Hodges et al. beschouwden de naam als een synoniem voor Framinghamia helvalis (Walker, 1859). De vlinder heeft een spanwijdte van 26 millimeter.